# 1630

## Esdeveniments
Països Catalans
- 12 de novembre: Ferran II del Sacre Imperi Romanogermànic, d'acord amb els prínceps alemanys reunits a Ratisbona, va destituir el general Albrecht von Wallenstein. Aquest militar bohemi, conegut per la seva crueltat i el seu tarannà agre i malhumorat, es va fer famós per les seves actuacions contra el protestants en la Guerra dels Trenta Anys. La decisió es va prendre després que alguns cortesans alertessin l'emperador que Wallenstein pretenia restaurar el poder imperial erigint-se ell mateix en emperador, gràcies a les seves victorioses campanyes, a més d'ajudar els protestants aliant-se amb el rei suec Gustau II Adolf.[1]

Resta del món
- 22 de febrer - Les crispetes van ser introduïdes al primer sopar d'acció de gràcies pels colons anglesos.[2]
- Es funda la ciutat de Boston.

## Naixements
- 29 de maig, Londres, Regne d'Anglaterra: Carles II d'Anglaterra i d'Escòcia, aristòcrata anglès, rei d'Anglaterra i Escòcia (m. 1685).[3]

## Necrològiques
- Loreto: Lorenzo Ratti, madrigalista italià.
- 15 de novembre, Ratisbona: Johannes Kepler, astrònom i matemàtic alemany (n. 1571).

- Pàdua: Orazio Scaletta, compositor italià.